# Usine électrochimique de Pomblière
L'usine électrochimique de Pomblière est un site industriel situé en France sur le territoire de la commune de Saint-Marcel (Savoie), spécialisé dans la fabrication de sodium.
Fondée en 1898 sur le cours de l'Isère, en moyenne Tarentaise, elle a tardé à trouver sa vocation actuelle car la production du sodium n'y a démarré qu'en 1923. Cette orientation a été confirmée après la Seconde Guerre mondiale. Si la production de chlore fatal a pu inciter, un temps, à développer les productions de composés de vanadium et surtout de cobalt, le sodium s'est encore avéré, avec le lithium en complément, la production phare. À la suite de l'effacement de ses concurrents, le site est devenu l'unique producteur mondial, hors la Chine, approvisionnant de nombreux marchés dans une gamme d'usages d'une étonnante variété.

## Avant la Grande Guerre: des débuts hasardeux
L’implantation d’une usine d’électrochimie sur la commune de Saint-Marcel à la fin du XIXe siècle est à l’initiative de l’Union financière de Genève, puissant groupe bancaire chargé des intérêts des entreprises suisses spécialisées dans la production des équipements électrotechniques. Du fait de l’exiguïté du marché helvétique, celles-ci souhaitaient pouvoir accéder à la clientèle française sans être limitées par les barrières douanières. La stratégie a donc consisté à rechercher des partenaires français dont les intérêts pouvaient être convergents. La solution a été trouvée par la constitution en 1898 d’une Société lyonnaise de l’industrie électrochimique La Volta qui bénéficierait de la franchise douanière pour l’importation de ces matériels. Une bonne entente a pu être instaurée grâce au partage équitable dans le montage de la société des intérêts financiers, l’ensemble des actionnaires suisses s’inscrivant pour plus de 50 %, et par le choix des administrateurs en fonction de leur compétence pour faciliter le montage technique du projet industriel. Parmi ceux-ci, le Lyonnais Georges Coutagne devait se tailler une solide réputation tant dans l’exercice de son rôle d’administrateur-délégué pendant une douzaine d’années qu’à la direction de l’usine de Pomblière elle-même pendant une brève période, de 1904 à 1906,.
Le choix du site de Pomblière a été dicté avant tout par le potentiel hydroélectrique de l'Isère à l’amont de Moûtiers (on parlera d’ailleurs souvent de l’usine de Moûtiers, par localisation approximative). Il est à noter qu’à la date de 1898 où ont été engagés les travaux, les pionniers de la houille blanche n’avaient pas encore tenté de maîtriser le cours même de la rivière, se contentant d’équiper ses modestes affluents, il est vrai sous une haute chute. Il s’agirait donc d’une moyenne chute dont la modestie relative serait compensée par l’abondance du débit. L’Isère a été captée à Centron, sur la commune de Montgirod, à l’amont des gorges du Siaix et de l’Enfer à la cote 570. Au terme du canal de dérivation de 3 285 mètres à 96 % en galerie souterraine, la centrale a été édifiée dans la plaine de Pomblière sous une chute de 67 mètres. Les 3 conduites forcées de 1,90 mètre de diamètre autorisaient un débit total de 21 m3/s. Les difficultés techniques  se sont accumulées et la mise en service n’eut lieu qu’en décembre 1901. Le premier défi à relever sera de trouver l’utilisation d’un tel potentiel énergétique. Quant à la desserte ferroviaire, indispensable s’agissant d’une industrie lourde, il fallut s’accommoder dans les premières années de la relative proximité de la gare de Moûtiers, terminus de la ligne PLM depuis 1893. Les travaux de son prolongement jusqu’à Bourg-Saint-Maurice ne devaient être entrepris qu’à partir de 1903. La Volta a obtenu la création d’une gare non programmée située en amont sur la commune de Saint-Marcel à une distance de 600 mètres de l’usine et avec un dénivelé de 50 mètres.

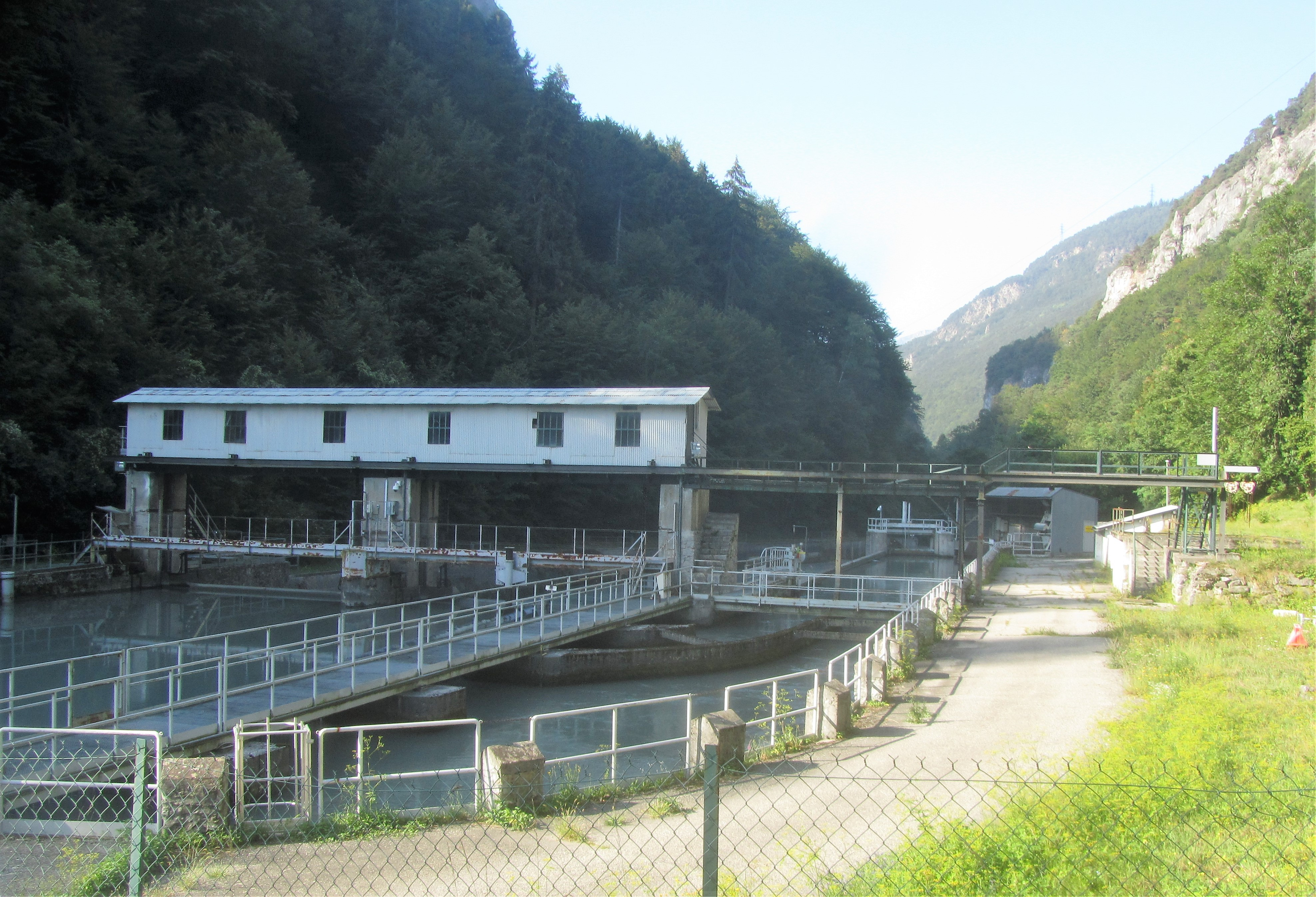
Prise d'eau sur l'Isère à Centron.
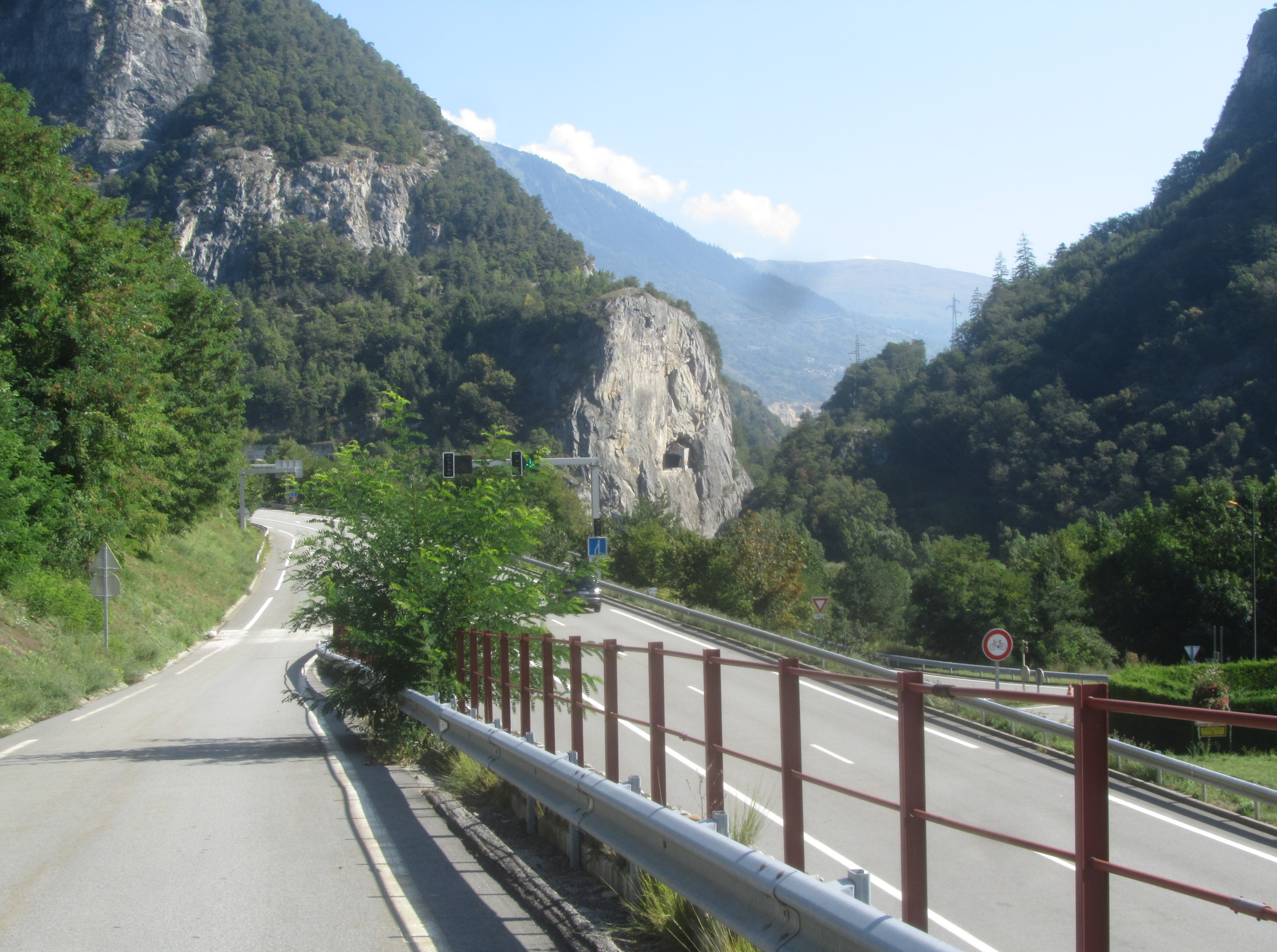
Étroit du Siaix.
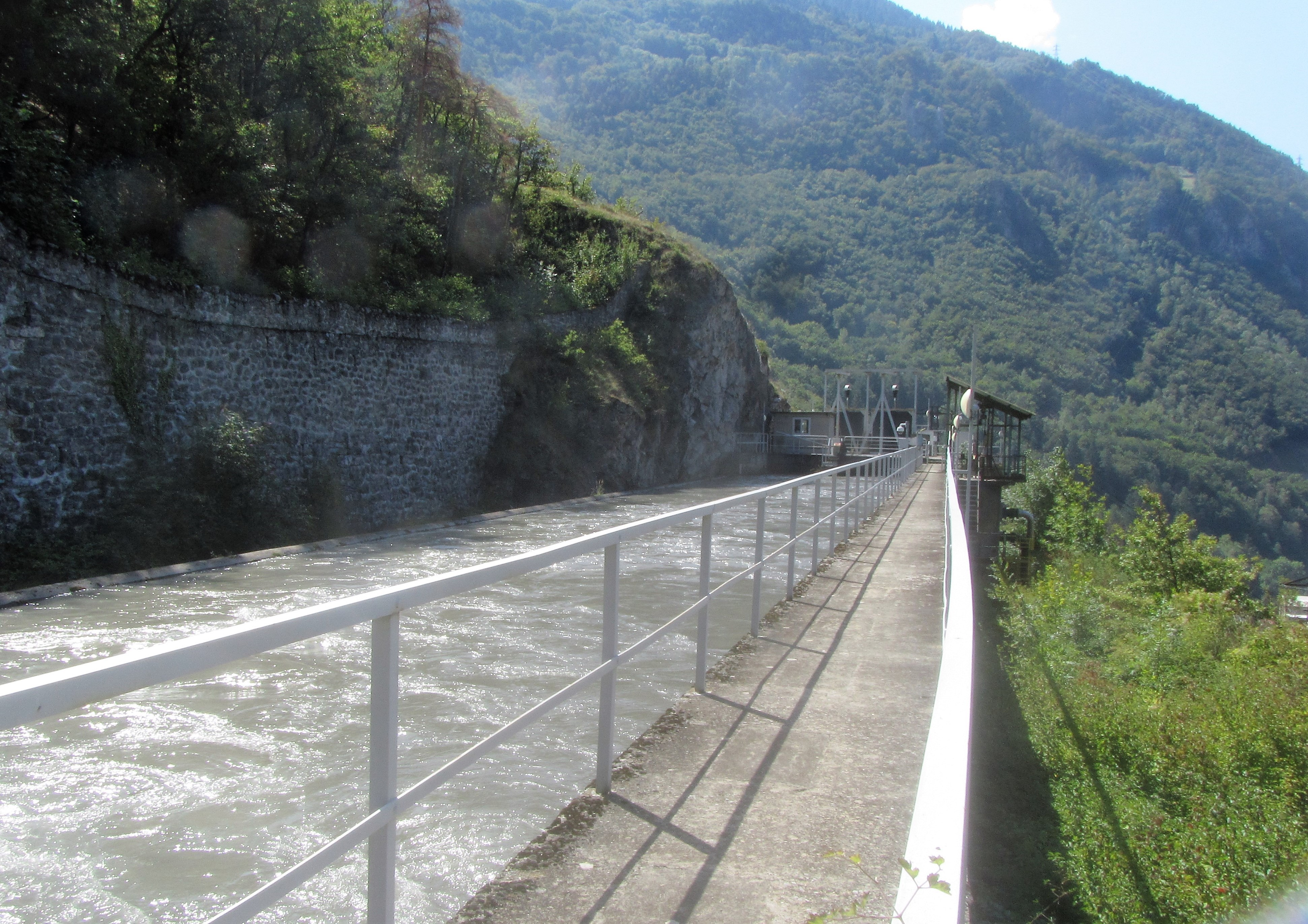
Chambre d'eau de la Centrale de Pomblière.
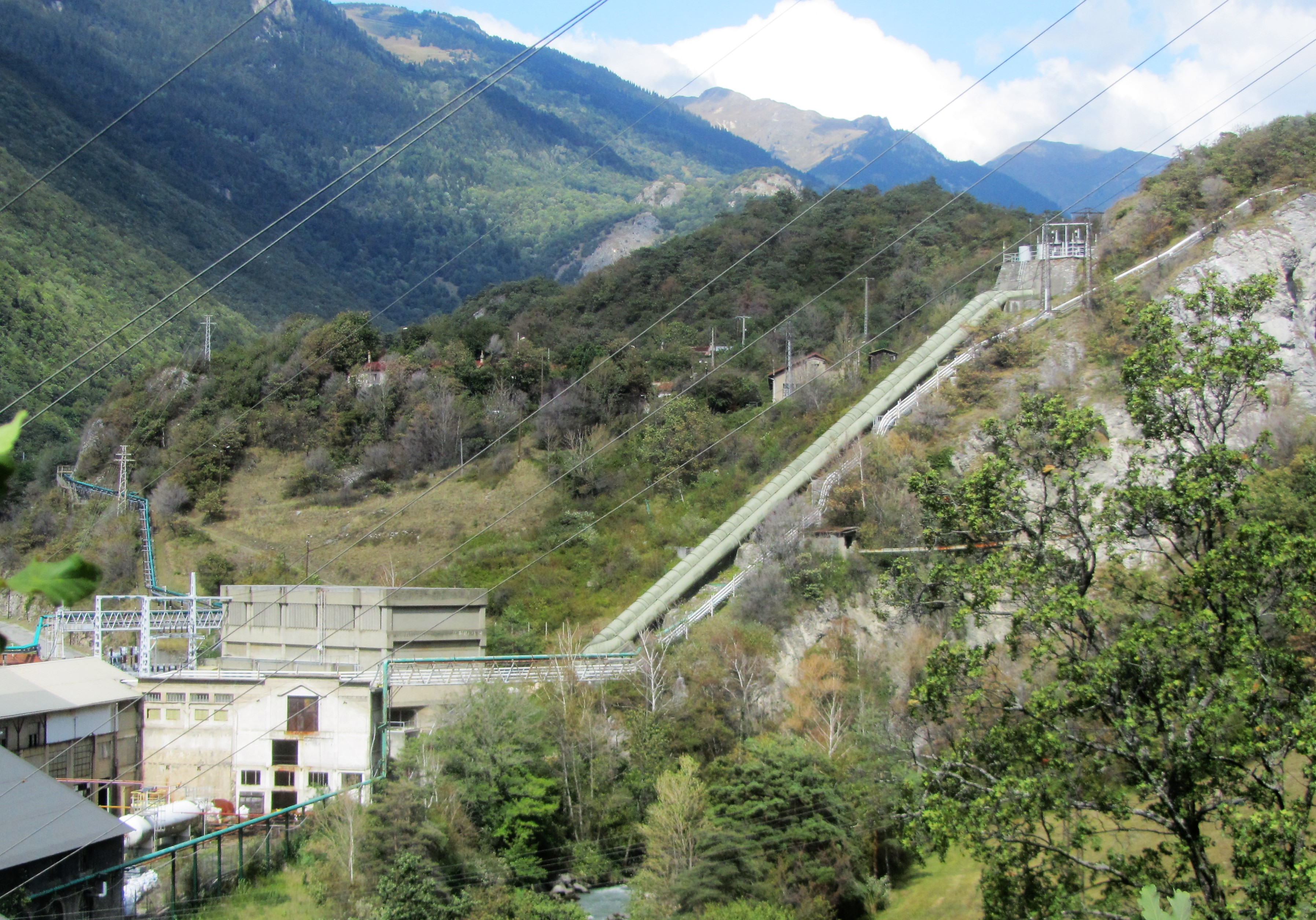
Centrale hydroélectrique de Pomblière avec conduites forcées.

L’autre choix capital devait être celui des fabrications. Ce fut celui de la soude. Bien avant la révolution de la houille blanche, on savait la produire en quantité industrielle selon le procédé mis au point par Nicolas Leblanc dès la fin du XVIIIe siècle, lui-même en passe d’être supplanté à la fin du XIXe siècle par le procédé Solvay. Produit traditionnel donc, qui ne figurait pas dans la gamme variée autorisée par la nouvelle source d’énergie, mais la partie suisse était détentrice du procédé Outhenin-Chalandre Fils et Cie obtenu par électrolyse  mis au point en 1893. Dans un marché en expansion, il devait y avoir une place pour l’usine de Pomblière avec une chance d'affronter la concurrence du procédé traditionnel. Il fallut assez vite déchanter. À l’épreuve, le procédé Outhenin-Chalandre s’avéra très difficile à maîtriser, « le dernier des électrolyseurs à employer » au jugement d’un spécialiste, pour une production de soude d’une présentation commerciale moins flatteuse. Quant au chlorure de chaux par lequel on a tenté de valoriser le chlore, sa vente était pénalisée par les frais de transport jusqu’aux grands centres de consommation où elle subissait la concurrence des producteurs traditionnels. Paradoxalement, la faillite n’a été évitée que grâce à la vente de l’électricité. Les clients ne manquaient pas : la SGFL (Société Générale Force et Lumière) s’approvisionna ainsi en particulier pour l’électrification du tramway de Lyon à partir de 1905 ; la Société lyonnaise Coignet s’était déjà installée carrément à Pomblière dès 1903 pour le traitement du phosphore. Le problème se posait donc à la veille de la Grande Guerre d’un changement de cap pour la Volta.

## L'Entre-Deux-Guerres: des paris prometteurs
Il faudra cependant patienter. Ce sont, en effet, les nécessités de la Défense nationale qui ont dicté le choix des productions pendant les hostilités : chlore liquide pour la fabrication des gaz asphyxiants, hydrogène des ballons d’observation, chlorure de chaux, seul désinfectant efficace contre l’ypérite. La reconversion aux marchés des temps de paix n’alla pas de soi. En revanche, ces mêmes nécessités avaient conduit les pouvoirs publics à pousser à la concentration des efforts : c’est dans cet esprit que la Société d'électrochimie de Henry Gall a absorbé la Volta en plein conflit (1915). La difficile reconversion à des activités de paix a rendu nécessaire la recherche d’une encore plus grande synergie. En 1922, Pomblière est englobé dans l’un des deux groupes industriels alpins les plus puissants : il s’agit, aux côtés d’Alais-Froges et Camargue, la future Pechiney, de la SECEMAEU (Société d’électrochimie, d'électrométallurgie et des aciéries électriques d'Ugine). Le temps des engagements décisifs pour l’avenir de Pomblière est venu pour le nouveau directeur Henri Barbier qui dispose d’un large champ de manœuvres.  
Avec le recul, la décision capitale est le transfert en 1923 depuis l’usine des Clavaux, dans le Val Livet sur la Romanche, de la fabrication du sodium qui devient la production-phare et le restera jusqu'à nos jours. Ce choix était dans la continuité de celui de la Volta : une étape supplémentaire par transformation électrolytique de la soude produite elle-même à partir du sel marin par une première électrolyse. Le procédé adopté est alors celui de l’Américain Castner, inventé à la fin du XIXe siècle et exploité à Niagara Falls depuis 1895. Il comporte donc une double électrolyse. A la veille de la Deuxième Guerre mondiale, Pomblière envisage de suivre l’évolution en adoptant une nouvelle technologie venue également d’Amérique et exploitée par Dupont de Nemours : les « cellules Downs » font l’économie de l'électrolyse aqueuse — à température ambiante — et produisent directement le sodium par électrolyse ignée à . Ce changement demandera des délais et ne sera opéré qu’après la guerre.
Par d’autres initiatives, Henri Barbier a posé les bases des futurs développements. Il s’est agi, dans un premier temps, de l’acide de vanadium obtenu par le souci de valoriser le chlore et vendu aux sidérurgistes qui l’utilisent comme additif pour améliorer les propriétés mécaniques et élastiques des aciers. La production de cobalt, elle, n’apparaît dans les statistiques qu’à partir de 1938 et pour un très faible tonnage, au stade pilote mais, vu l’importance qu’elle devait prendre par la suite, il est bon de préciser que dès cette époque le destin de cette production a été lié à la découverte au Maroc par Charles de Foucauld en 1885 et à la mise en exploitation entre les deux guerres du gisement de Bou Azzer, à 170 kilomètres au sud de Marrakech, par une société minière fondée en 1931. Vu l’intérêt stratégique porté à ce métal par les pouvoirs publics, c’est dans ce gisement que devaient obligatoirement s’approvisionner les industriels français.

## Des Trente Glorieuses spécifiques
Au lendemain de la Deuxième Guerre mondiale, la survie de Pomblière s’est jouée sur la préférence qui lui a été donnée plutôt qu'au site de Jarrie, aux portes de Grenoble, pour la construction des unités d’électrolyse du sodium selon le procédé de Dupont de Nemours. Des considérations sociales et d’aménagement du territoire ont eu leur part dans cette décision mais plus encore ont compté les avantages maintenus par l’article 8 de nationalisation de l’EDF aux anciens propriétaires de centrales sur leurs sites quant au prix de l'électricité. La première cellule a été mise en service en 1951 et la capacité a sans cesse été augmentée jusqu’en 1965. La production est passée de 1 900 tonnes en 1949 à 12 700 en 1970. En cette période de grande croissance, le problème des débouchés se pose d’autant moins qu’il est réglé à l’intérieur d’un même groupe. Le sodium est livré à l’usine de Villers-Saint-Sépulcre spécialisée dans les cyanures utilisés pour la cémentation des aciers, une partie étant transformée en acide cyanhydrique utilisé comme désinfectant. Une autre partie est transformée à Pomblière même en peroxyde de sodium, produit de blanchiment des textiles et de la pâte à papier. Et lorsque ces débouchés se restreignent, les livraisons progressent à l’usine d’Octel-Kuhlmann de Paimboeuf qui l’emploie à la fabrication du plomb tétraéthyle. Quant au chlore fatal, il est livré liquide en bouteilles aux usines de la famille de plus en plus élargie par la constitution progressive du groupe PUK (Pechiney-Ugine-Kuhlmann) en 1968 puis 1972. Une modeste quantité est cependant utilisée sur place pour la fabrication d’eau de Javel. 
Pendant cette période faste, Pomblière marche sur deux jambes grâce à la montée progressive de la fabrication du cobalt dont la production passe d’une centaine de tonnes à la fin des années 1940 à 800 tonnes (encore 777 en 1978). Des méthodes sans cesse perfectionnées permettent une forte baisse des coûts de fabrication et éliminent toute concurrence en France. En 1974 le cobalt mobilise plus de 40 % du personnel de fabrication. L’effectif employé culmine en 1966 avec 600 emplois.

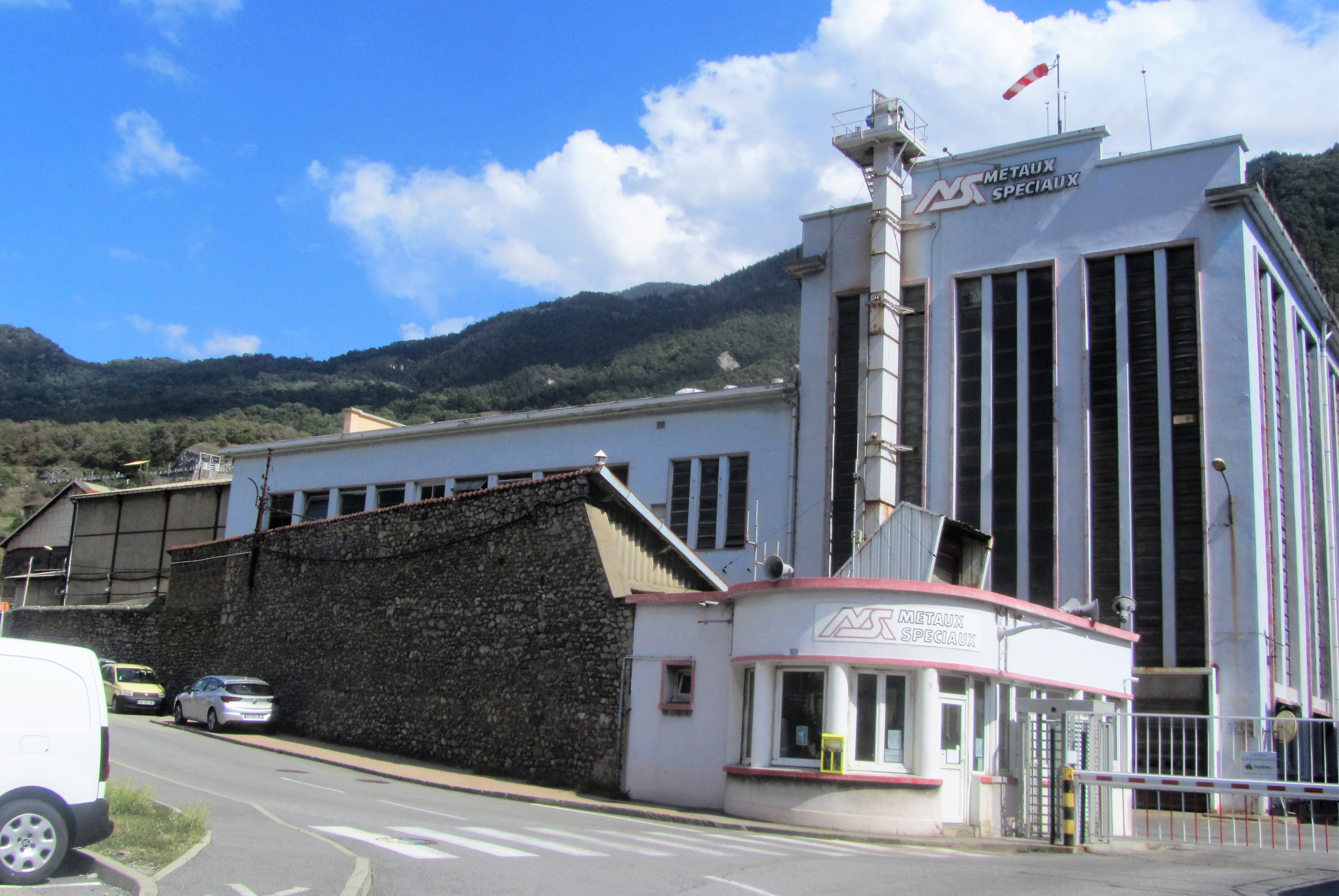
Entrée de l'usine de Pomblière.
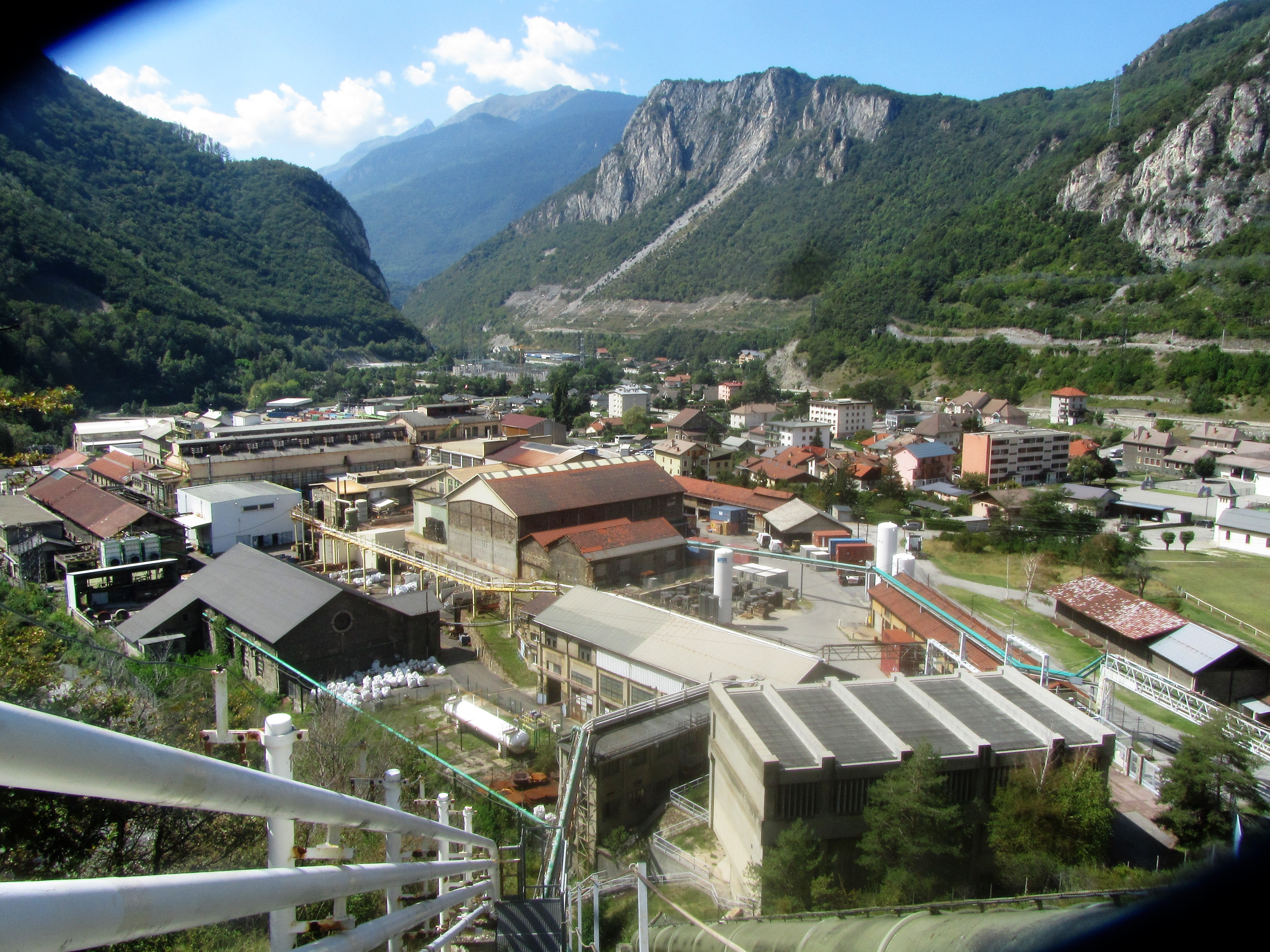
Usine de Pomblière.
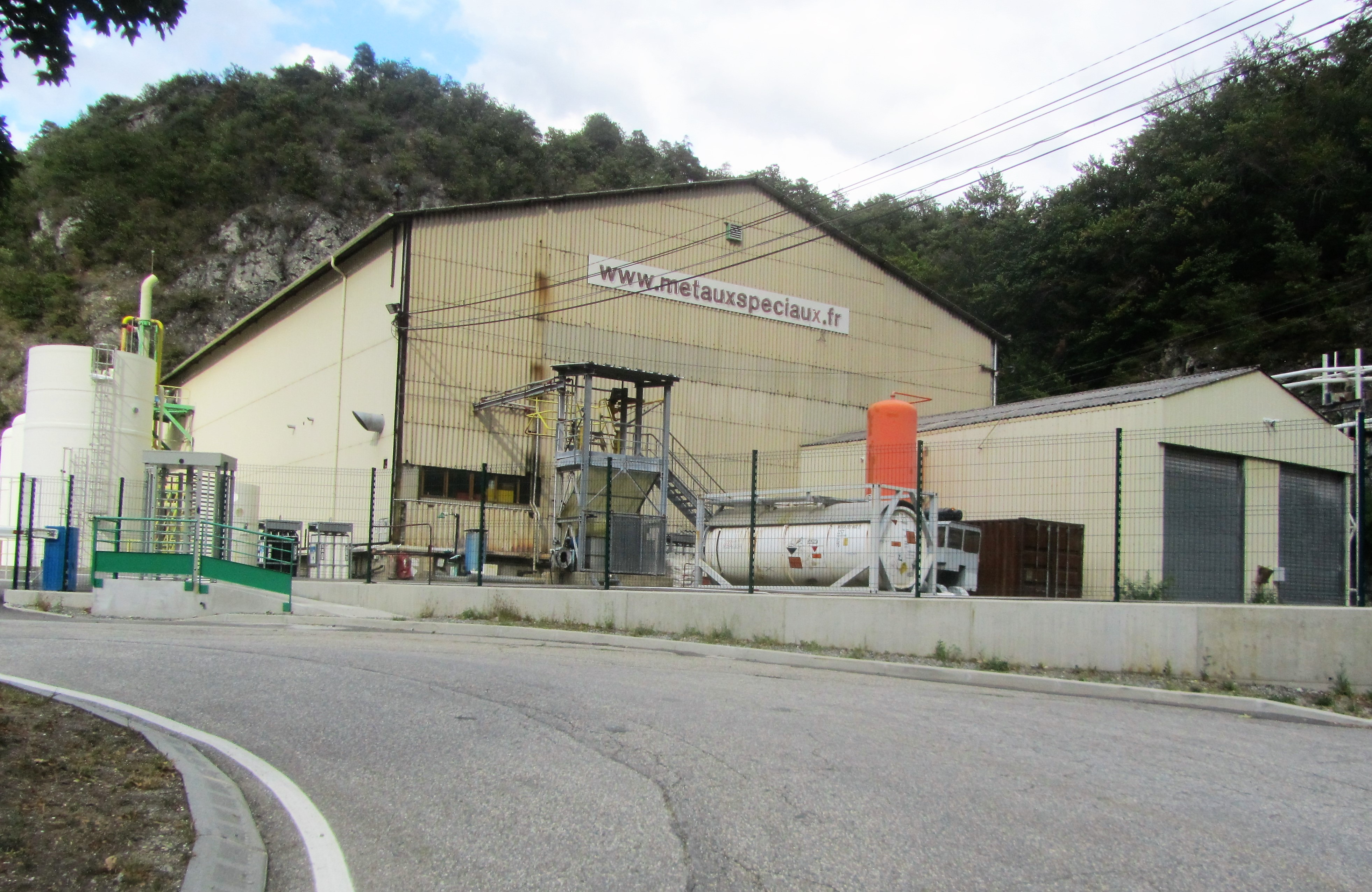
Usine haute de Pomblière.
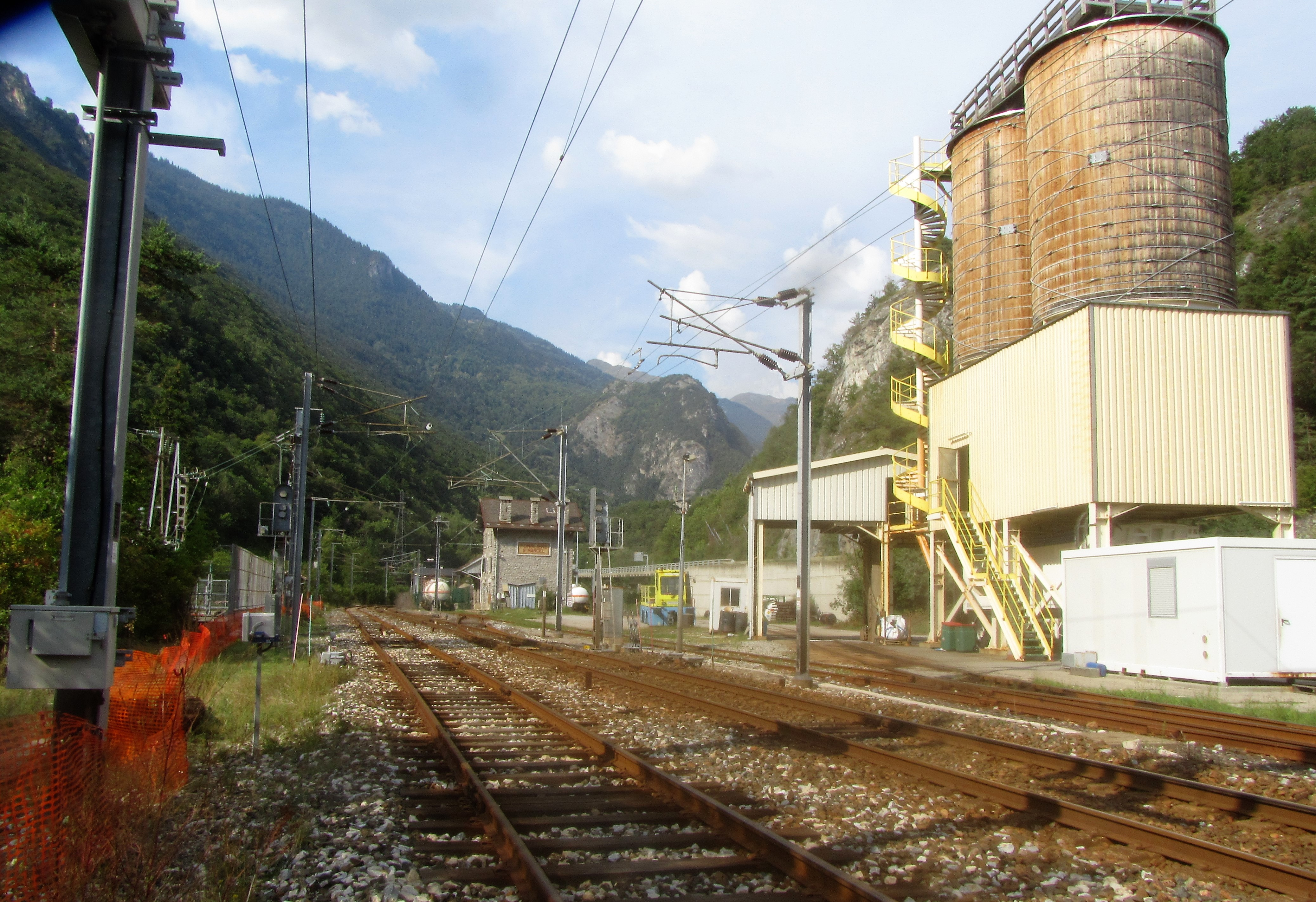
Gare de Pomblière.

## 1983-1996: deux marchés se ferment
L’usine de Pomblière avait reçu, en 1972, une nouvelle place dans l’organigramme mis en place dans le cadre de PUK : elle était devenue MSSA (MSSA), nom qu’elle a conservé même pendant la période de nationalisation. Les équipes qui se succèdent pendant cette période vont affronter une grave crise à partir de 1982, crise qui, à l’inverse des autres branches de l’industrie, ne doit rien à la crise pétrolière mais est liée, soit à l’approvisionnement en matières premières, soit à la fermeture de certains marchés.
Il y a toujours eu une clientèle sur le marché du cobalt utilisé surtout dans les alliages de l’acier avec le nickel pour les turbines à gaz, par exemple. Il garantit d’une manière générale une bonne résistance à la corrosion. Le problème est venu de l’impossibilité de compenser la fermeture de la mine de Bou Azzer. La première difficulté provient du fait que, parmi la large gamme des gîtes cobaltifères, la smaltine, minerai marocain, présente des particularités. Pour son traitement, l’usine savoyarde avait dû concevoir des équipements spéciaux. En toutes hypothèses, leur renouvellement se serait imposé pour le traitement de minerais d’origines différentes. Plus grave est l’attitude de la concurrence, en particulier celle des sociétés belges qui considéraient les gisements du Zaïre et de l’Ouganda comme des chasses jalousement gardées. Enfin, sur un marché hautement spéculatif, MSSA n’avait pas le poids nécessaire pour en atténuer les à-coups. L’atelier de cobalt a donc été fermé dans un climat social très tendu car 140 ouvriers ont été condamnés au chômage.
S’agissant du sodium, son utilisation pour la fabrication du plomb tétra-éthyle a été mise en cause dans la lutte contre la pollution de l’air. Dès 1969 General Motors avait  commencé à fabriquer des moteurs à essence sans plomb et le marché américain s'était fermé après le vote du Clean Air Act en 1970. Les pays européens se sont engagés dans cette voie dans les années 1980 en commençant par imposer une réduction du pourcentage de plomb incorporé à l’essence : on est passé d’une tolérance de 1,3 g de plomb par litre à 0,15 g en 1995. En 1998, une directive européenne a même imposé la prohibition pure et simple, n’accordant que des dérogations temporaires à certains pays. Dans le même temps les autorités françaises en interdisaient la commercialisation. Les difficultés du sodium sont donc venues du côté du côté de la clientèle.
Le marché du sodium nucléaire s’est fermé plus brutalement. Dans son souci d’indépendance énergétique, la France avait lancé dans les années 1960 un vaste plan de construction de centrales nucléaires. Une importante montée en puissance de ce programme avait été amorcée par la surgénération avec le plutonium comme combustible et le sodium comme fluide caloporteur. Les premières livraisons ont commencé en 1966 pour le réacteur expérimental Rapsodie à Cadarache. En 1969 ont suivi les commandes pour le réacteur Phénix à Marcoule. Estimant avoir maîtrisé parfaitement le fonctionnement de cette filière, EDF a engagé les travaux de la construction de la centrale de Creys-Malville sur les bords du Rhône bugiste dont la mise en service était prévue dans les années 1980. La violence de la fronde engagée avec un large soutien de l'opinion a conduit à l'abandon du projet.

## Le sursaut: 1997-2019
Après la dénationalisation de PUK, MSSA avait retrouvé son identité de Pechiney et était dirigé par des anciens cadres de ce groupe. Depuis 1995, celui-ci a entrepris de se restructurer en abandonnant certains secteurs d’activité jugés non stratégiques. L’établissement état donc à vendre. Au terme de deux ans de tractation, il a été cédé à la nouvelle société International Alkaline. Trois banques : anglaise, suisse et néerlandaise, ont acquis 90 % des actions, quatre anciens dirigeants de MSSA se partageant les 10 % restants. Pour finir, en 2012, l'usine de Pomblière est rachetée par la société japonaise Nippon Soda. Ces changements ne semblent pas devoir être mis en relation avec une remise en cause des orientations industrielles, mais correspondre à des réorientations stratégiques. L'essentiel pour l'usine de Tarentaise reste de trouver les moyens de sa survie dans la voie de la diversification de ses productions.

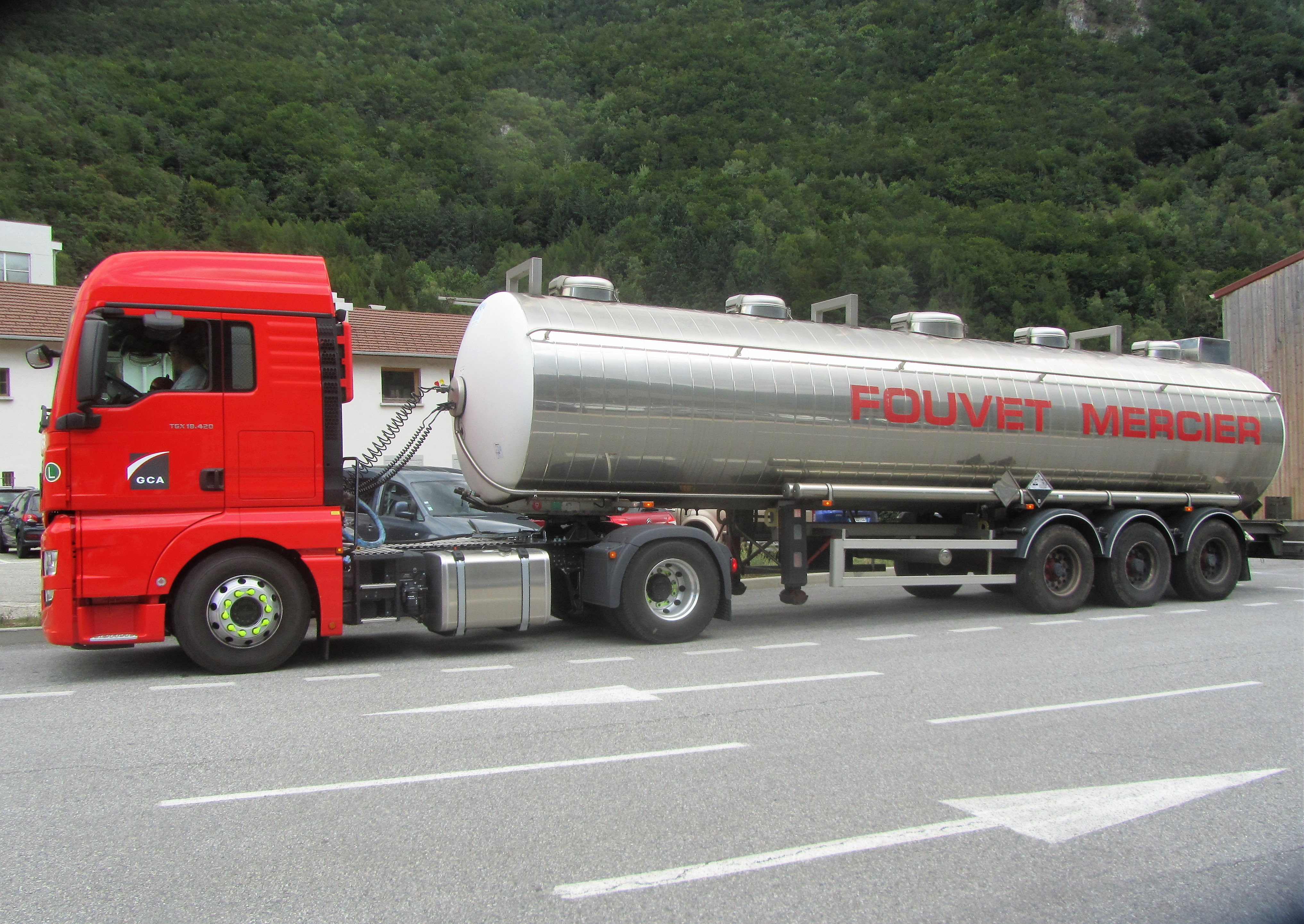
Camion spécial.

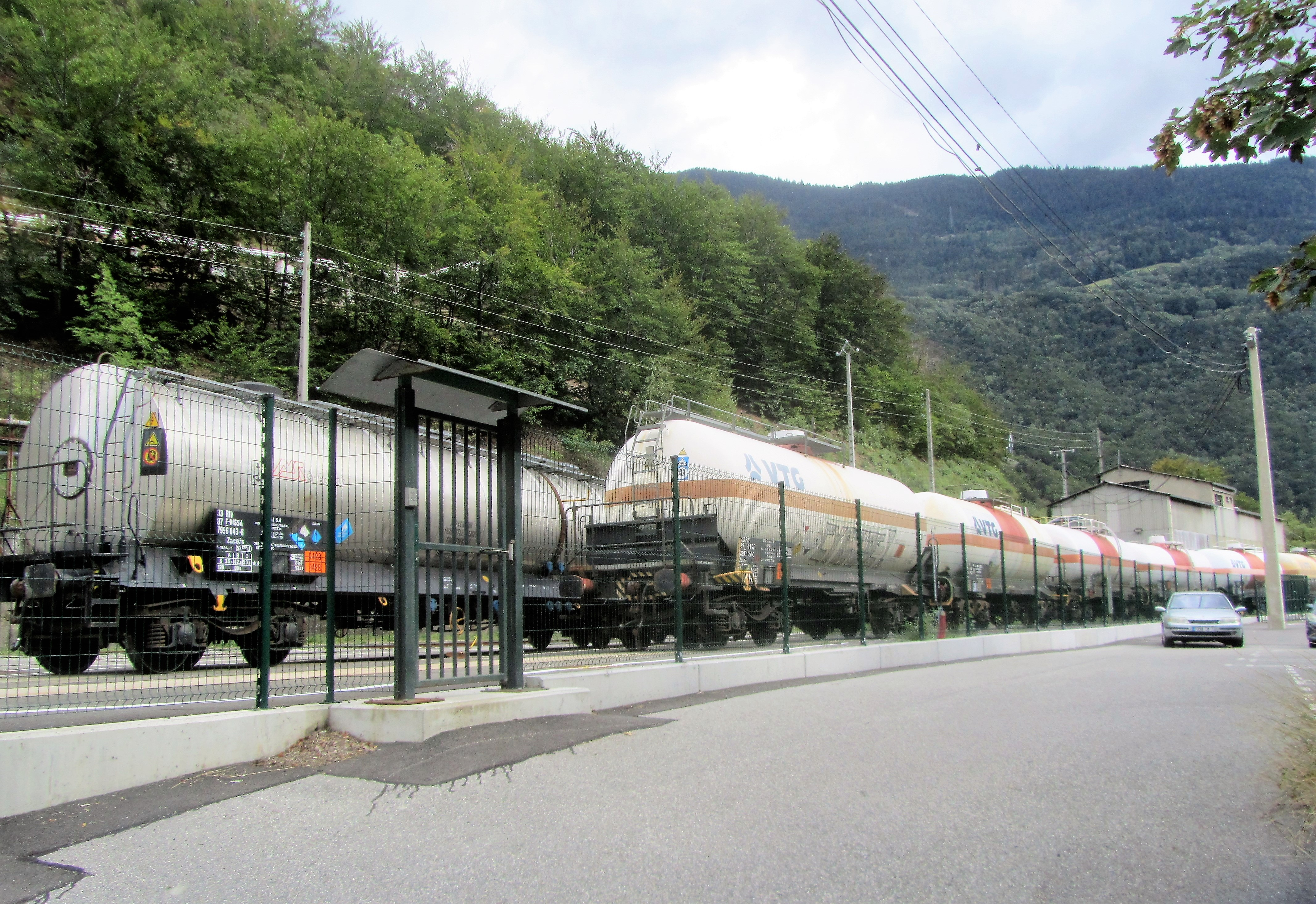
Wagons spéciaux pour sodium.

Sans attendre la fermeture des deux marchés principaux, les dirigeants ont eu à cœur de trouver des débouchés au sodium qui devait rester la production fondamentale de l'entreprise : avec 12 600 tonnes en 1997 elle se maintenait au niveau atteint pendant les Trente Glorieuses. La lenteur de la généralisation de l’interdiction du plomb tétra-éthyle sur le plan mondial avait permis d'en continuer les livraisons à de nouveaux marchés avec d’autant plus de facilité que tous les concurrents avaient abandonné cette fabrication, américains, anglais et surtout l’Allemand Degussa entre 1986 et 1992. Cette production n'a cessé qu'en 1996. En 1999-2000, d'importants investissements ont doublé la capacité d'électrolyse portée à 25 000 tonnes. Depuis la fermeture de l'usine Dupont de Nemours à Niagara Falls en 2016, Pomblière reste la seule productrice de sodium face au géant chinois et conserve grâce à ses équipements très performants et à la qualité près du quart du marché mondial. Son fonctionnement mobilise la SNCF qui assure le transport annuel de 50 000 tonnes de sel depuis la Lorraine et son appétit de kWh est égal à celui de la ville de Lyon ! Il reste alors, certes, encore une clientèle résiduelle pour le sodium nucléaire au Japon (centrale de Monju) en Russie et en Inde. Mais surtout la gamme des nouveaux débouchés est infiniment variée. Les industries textile et papetière en font la base de leur fabrication de l'hydrosulfite : cet agent de blanchiment est devenu le premier débouché. L'indigo dont sont teints les blue-jeans est aussi un gros consommateur. Les coussins gonflables de sécurité (airbags) l'utilisent comme agent déclencheur de la réaction de gonflement. On l'emploie encore pour fabriquer la molécule de base de la vitamine A.Le sodium et le méthanol donnent le méthylanate de sodium qui est à la base d'un carburant : ce biodiesel est produit par Envirocat, filiale de MSSA fondée en 2013 à La Rochelle. Toutes ces ventes vont à l'exportation dans le monde entier. S'agissant du chlore liquide, pour lequel avait été construite en 1950 l'usine haute à proximité de la gare SNCF, d'importants investissements ont été consacrés pour obtenir la plus grande pureté : l'élimination du brome, par exemple, a été très appréciée  par l'industrie pharmaceutique suisse. On l'utilise également dans la fabrication des écrans plats et des puces d'ordinateurs. Faute de moyens de stockage suffisants, il arrive qu'on doive freiner la production de sodium car les deux productions sont étroitement liées. 
Deux activités ont connu un développement important : le vanadium et le lithium dont les productions comportent une phase chlorée pendant l'électrolyse. Pomblière avait déjà ouvert, on l'a vu, un atelier de vanadium en 1925 mais il avait été fermé en 1969. Il a redémarré dans les années 1990 avec la production d'oxydes dont le trichlorure de vanadium puis le tétrachlorure par transfert de l'usine Kuhlmann de Brignoud. Le lithium avait été produit à partir de 1983 en vue d'alliages pour l'aéronautique mais sa production avait été arrêtée à la fin 1990. Cet atelier a rouvert en 2013 et Pomblière en est devenu leader mondial. Raffiné, voire extra-raffiné, il satisfait aux exigences de l'industrie pharmaceutique et à celle du caoutchouc synthétique. Il s'impose dans la fabrication des batteries pour véhicules électriques avec le client Albemarle. En alliage avec l'aluminium il a conquis le marché de l'aéronautique (1 tonne de lithium dans un Airbus A350 !). Ainsi MSSA, toujours connu sous ce nom comme marque commerciale, n'a jamais si bien mérité son appellation plurielle.

## Mutations humaines
En 1896, Montgirod avec 515 habitants et Notre-Dame-du-Pré avec 496, étaient plus peuplées que Saint-Marcel (Pomblière) qui n’en comptait que 382. La situation s’est totalement inversée : en 1962, Saint-Marcel était peuplée de 1 102 habitants soit nettement plus que les deux autres communes : Montgirod avec 513 habitants et Notre-Dame du Pré avec 397, soit un total de 910. Ces chiffres ne sont d’ailleurs qu’un reflet très insuffisant de la réalité car l’examen doit être conduit au  niveau des sections de communes. Entre le verrou de Villette et Moûtiers, sur un tronçon de 15 km, les contraintes du relief ne tolèrent guère l’urbanisation que dans la  cuvette au bas de la commune de Montgirod, dans le creux des Plaines sur celle de Notre-Dame du Pré et dans celle que l’on peut seule qualifier de plaine à Pomblière, très à l’aval du chef-lieu de Saint-Marcel. Ces espaces ont été urbanisés jusqu'à saturation ! Soucieuse de soigner son image auprès de la population, l'entreprise a largement contribué à la restauration de l'antique chapelle Saint-Jacques (qui domine le chef-lieu sur le roc Pupim et rappelle la fondation du diocèse de Tarentaise) et à la construction d'une chapelle à proximité de l'usine, l'église paroissiale étant trop éloignée.

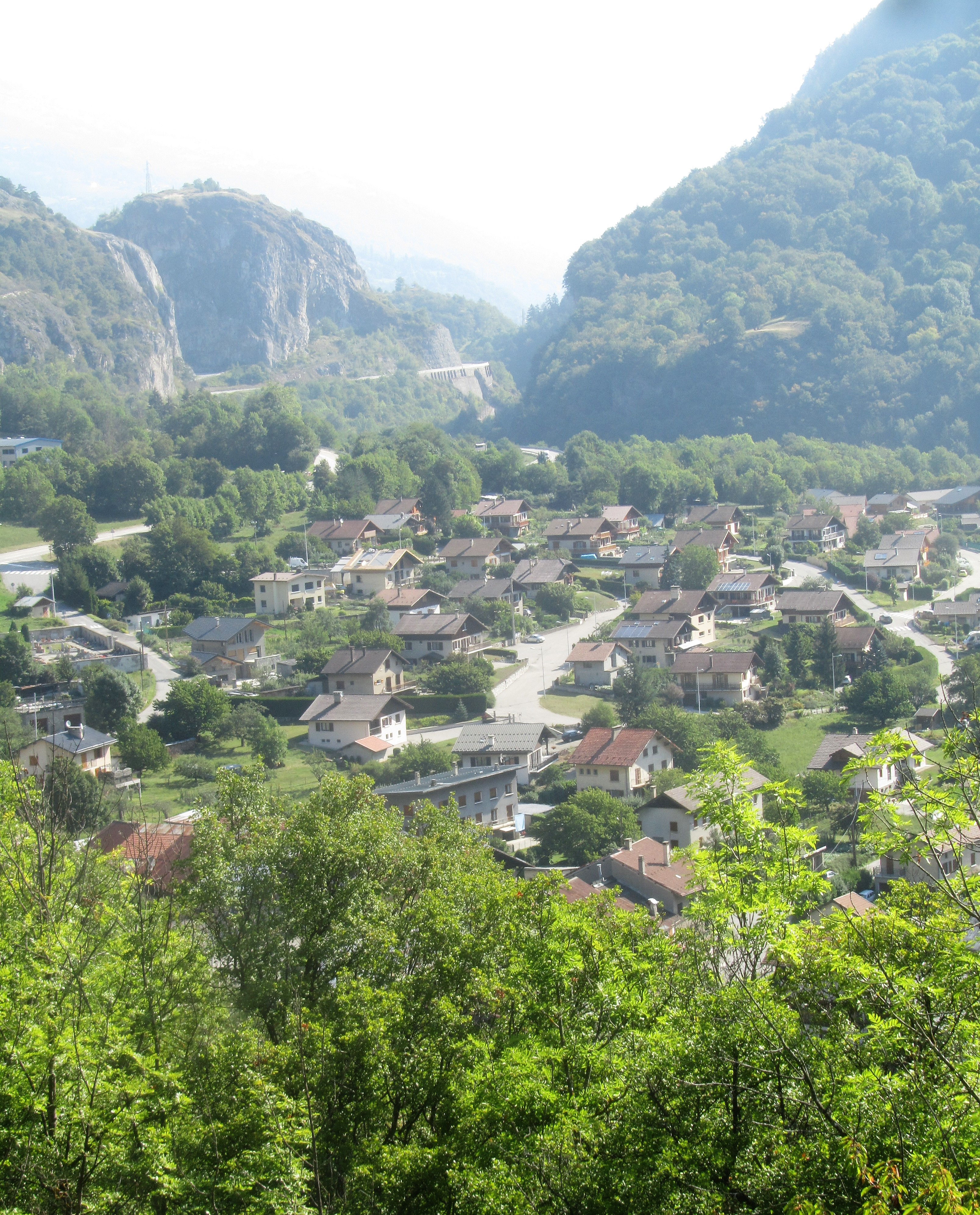
Hameau de Centron.
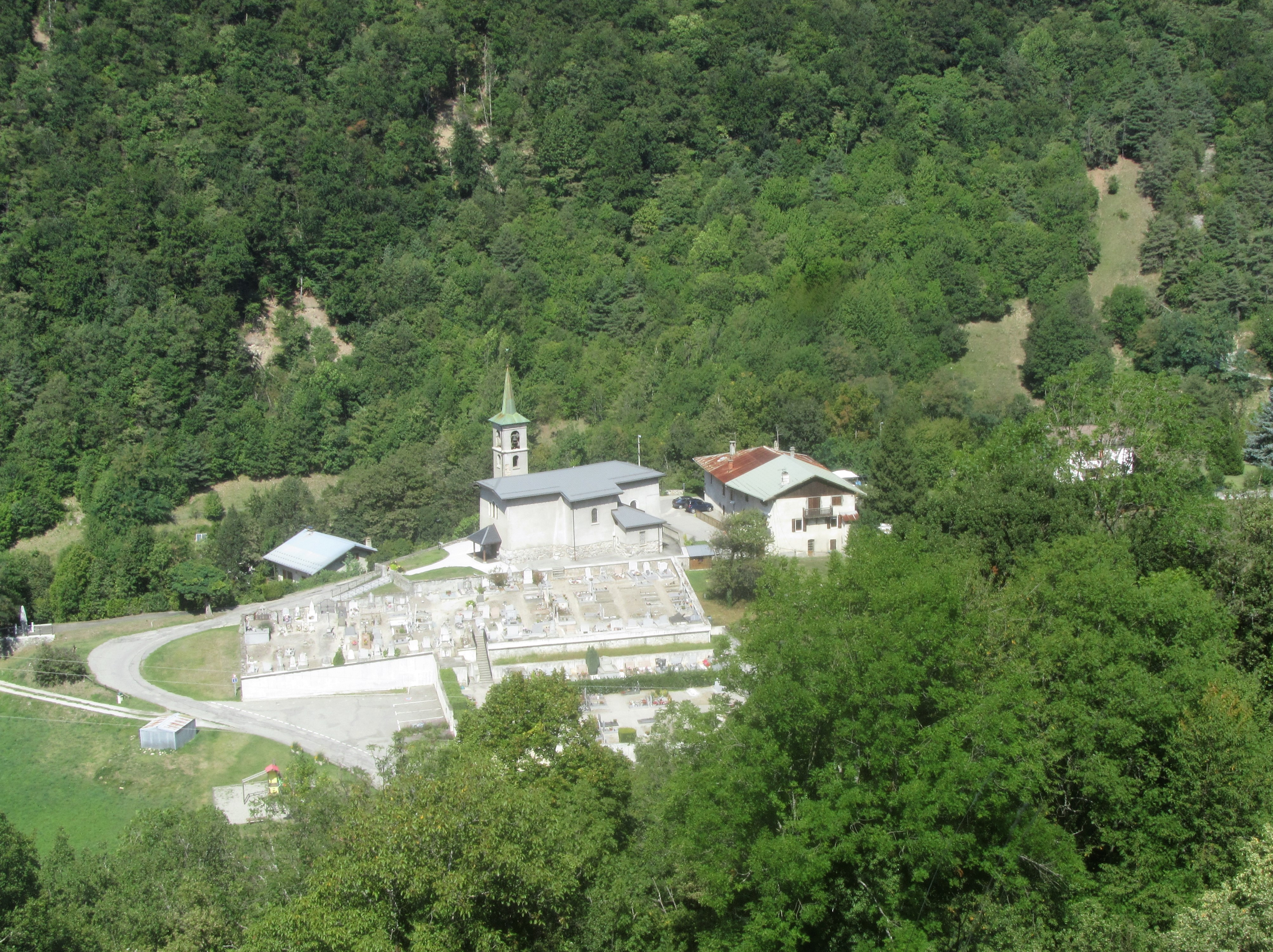
Église paroissiale de Saint-Marcel
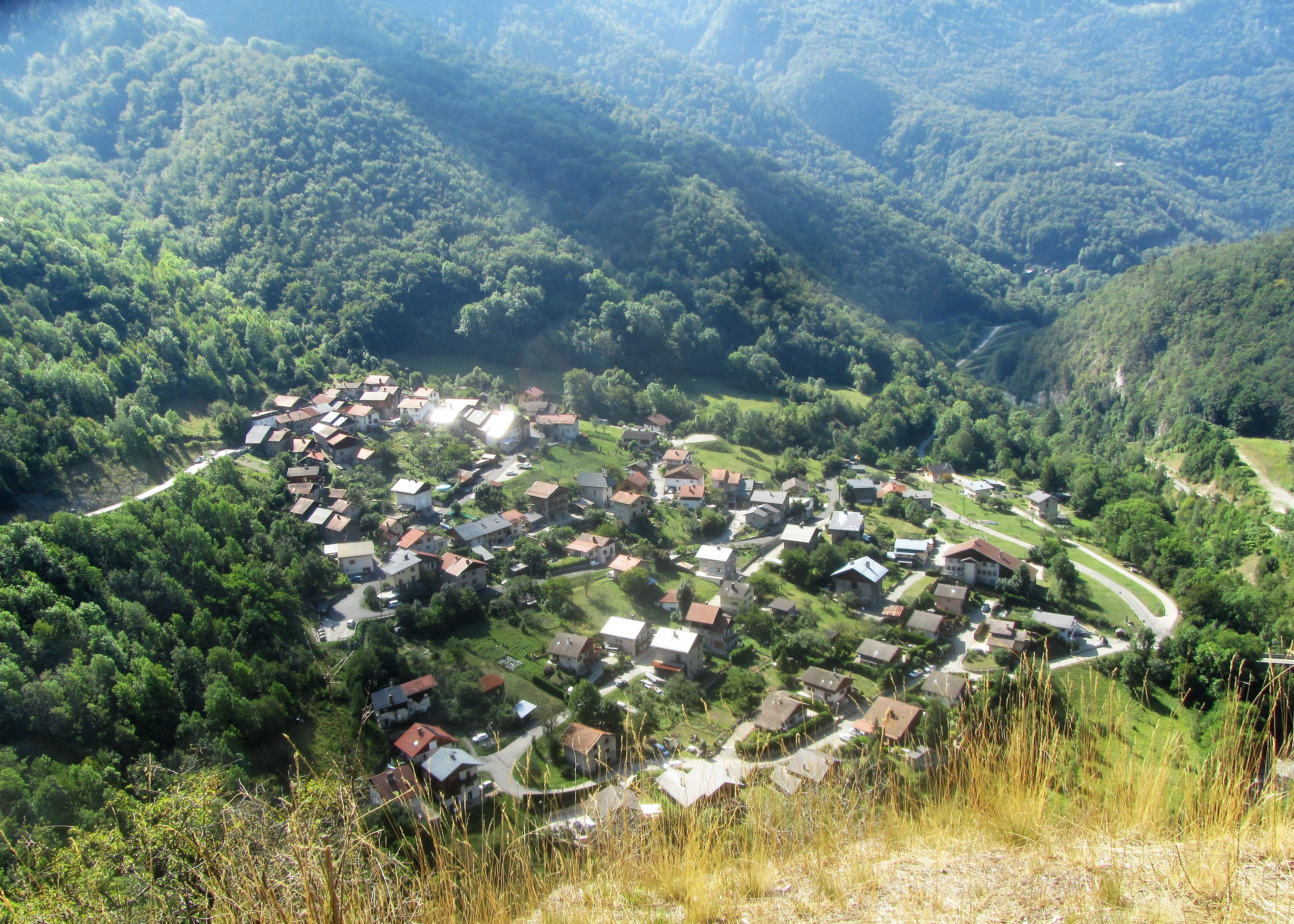
Hameau des Plaines.
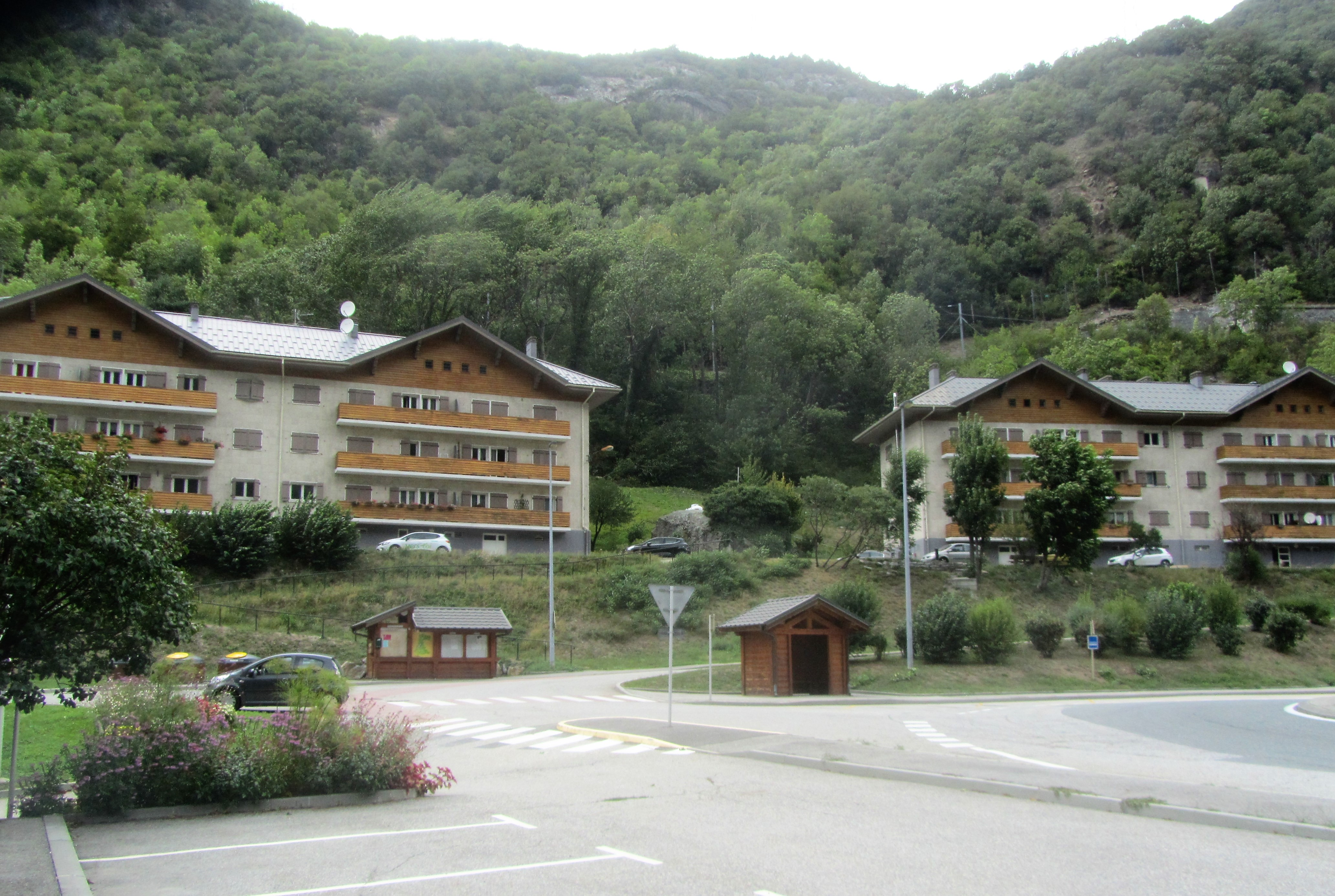
Lotissement des Saulcettes à Pomblière.
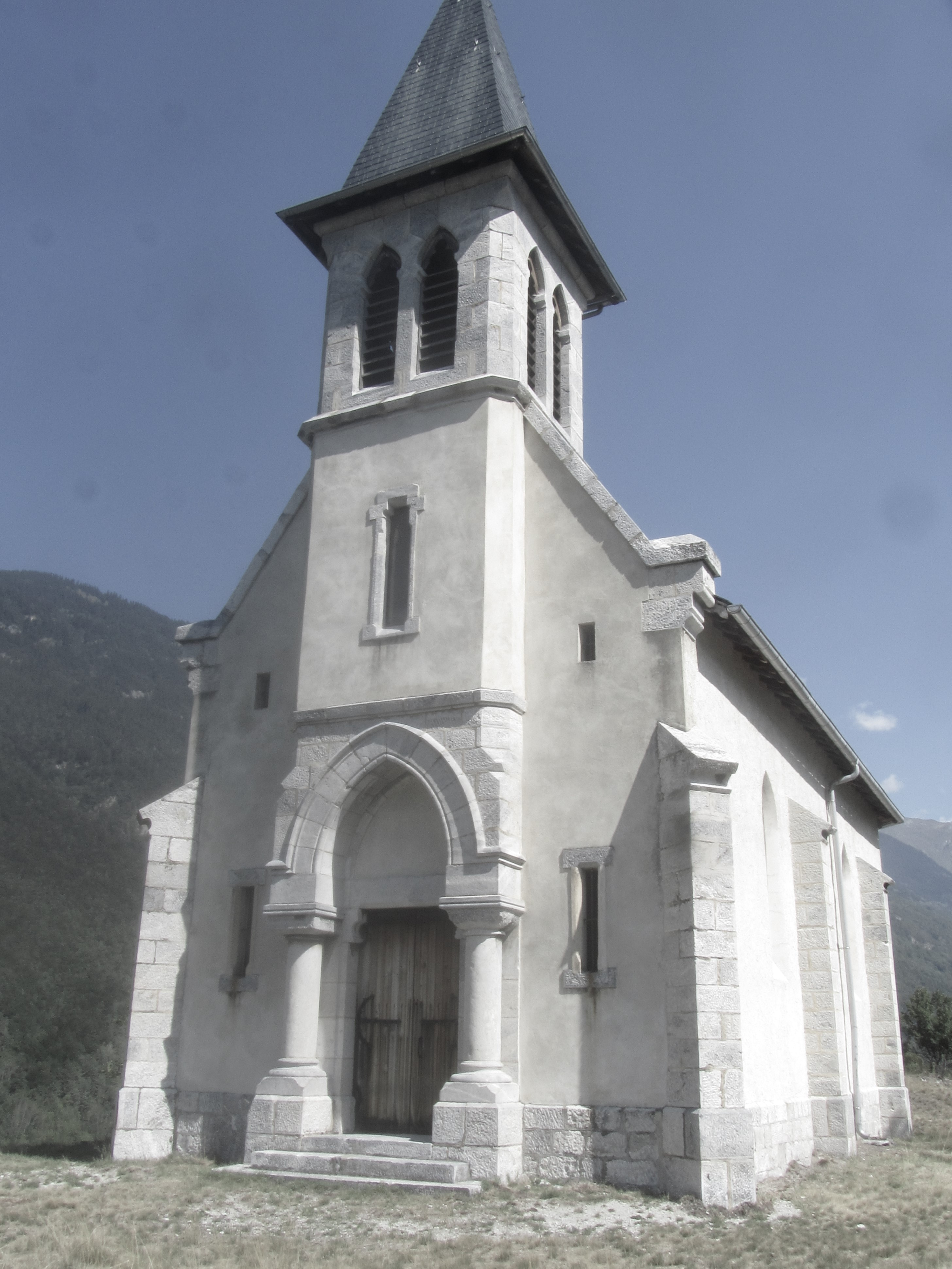
Chapelle Saint-Jacques.
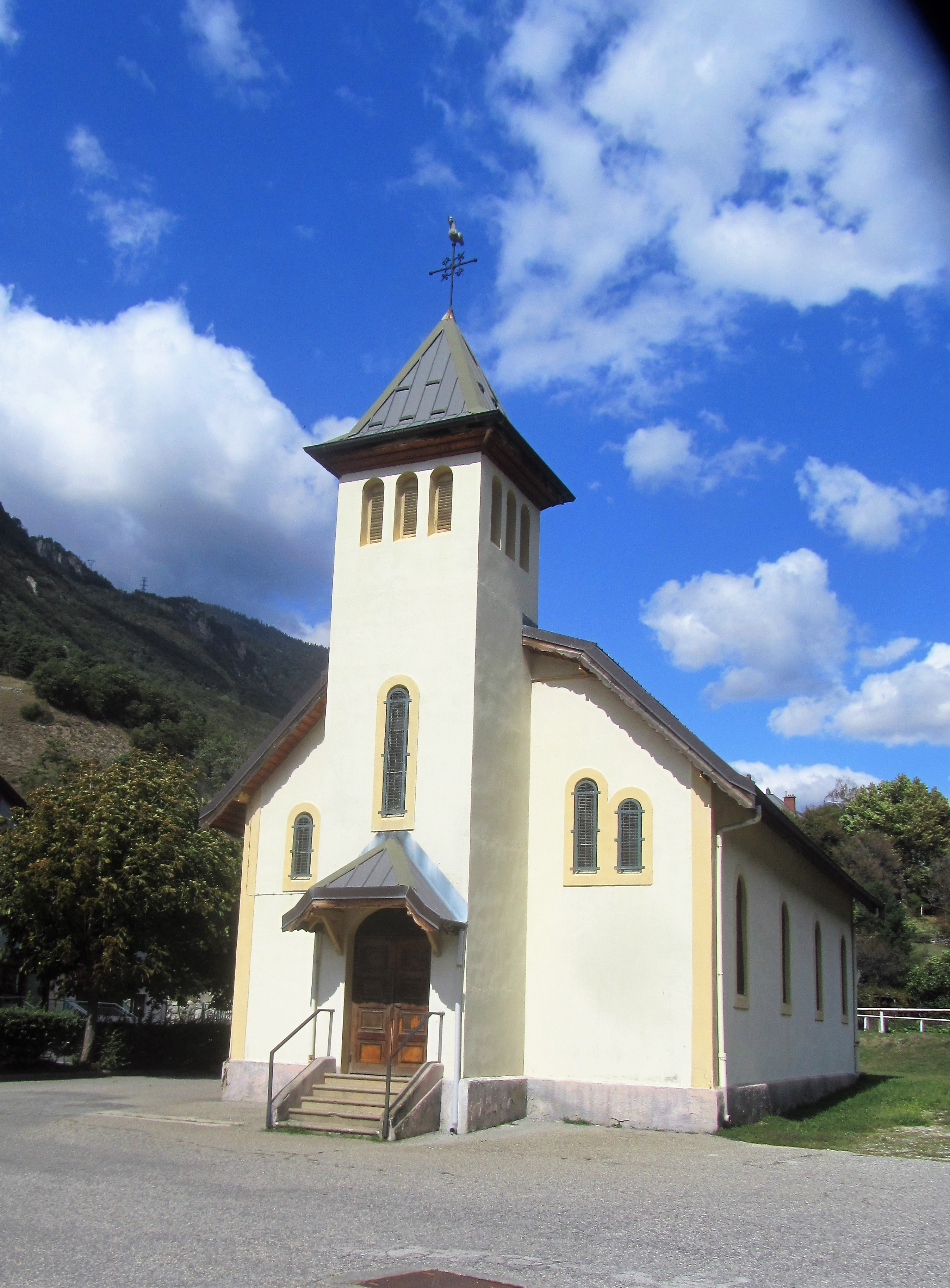
Chapelle de Pomblière.

À ces changements géographiques correspondent deux types de migrations humaines. Au début, la main-d'œuvre des villages répugnait à s'employer en usine et les difficultés de recrutement du personnel ont conduit à faire appel à une immigration étrangère diverse. Seuls toutefois les Italiens ont fait souche de manière significative, d'autant que leur afflux s'est renouvelé par une nouvelle vague  dans les années de grande croissance au début des Trente Glorieuses. En revanche, la législation, en améliorant la condition ouvrière, a rendu la double activité moins éprouvante : ainsi sont nés les ouvriers-paysans, recrutés surtout dans le Berceau Tarin (les villages en amont de la vallée de l'Isère). Mais ce genre de vie restait épuisant et au fil des générations, leurs enfants se sont convertis à des migrations de proximité en s'installant au plus près de l'usine comme à Centron ou aux Plaines,,,.
Étonnant paradoxe : Pomblière est l'établissement qui s'est engagé le plus maladroitement dans l'aventure de la houille blanche voilà 120 ans. L'effort de diversification a payé : l'effectif employé en CDI est passé de 240 vers 2010 à 300 en 2019. S'y ajoute une vingtaine d'intérimaires. MSSA s'affirme aujourd'hui comme le leader mondial dans ses productions de sodium et de lithium. C'est à l'expertise de son personnel qu'on a recours pour le montage de projets ou le démantèlement d'un site, pour des opérations de maintenance et de formation. On entend parler de créations d'ateliers en Espagne ou aux Etats-Unis. Le département de la Savoie s'assure sa collaboration pour le dessalement du réseau routier grâce à l'utilisation de ses fines farines de sel. Le temps des ouvriers paysans est depuis longtemps révolu : les voitures qui se pressent  sur le parking devant l'usine convoient un personnel montant plutôt de la basse Tarentaise et très fortement rajeuni.